# رام نات كوفيند
رام ناث كوفيند (1 أكتوبر 1945) سياسي ومحامي هندي والرئيس السابق لجمهورية الهند. شغل منصب حاكم ولاية بيهار في الفترة من 2015 إلى 2017، وكان عضوا في مجلس الشيوخ من 1994 إلى 2006.

## فوزه في الانتخابات الرئاسية 2017
في يوم 21 يوليو 2017 أعلنت لجنة الانتخابات الهندية انتخاب رام ناث كوفيند مرشح حزب بهاراتيا جاناتا الحاكم رئيساً جديداً للهند ولقد فاز كوفيند بنسبة 65.6% من الأصوات، متفوقًا على منافسته مرشحة حزب المؤتمر الوطني ميرا كومار في الانتخابات الرئاسية الهندية 2017 وسوف يتولى الرئاسة في 25 يوليو 2017.
نائبه الحالي هو فينكايا نايدو.

## روابط خارجية
- رام نات كوفيند على موقع IMDb (الإنجليزية)
- رام نات كوفيند على موقع الموسوعة البريطانية (الإنجليزية)
- رام نات كوفيند على موقع مونزينجر (الألمانية)